# Samsung Galaxy Mini
De Samsung Galaxy Mini is een low-budgetsmartphone van het Zuid-Koreaanse Chaebol Samsung en is de opvolger van de Samsung Galaxy 5. Het toestel werd opgevolgd door de Samsung Galaxy Mini 2. De telefoon kwam in februari 2011 uit en is beschikbaar in het zwart.

## Software
Het toestel maakt gebruik van het besturingssysteem van de Amerikaanse zoekgigant Google, Android versie 2.2 (ook wel Froyo genoemd). De Galaxy Mini is officieel te updaten tot versie 2.3.6, maar ontwikkelaar CynanogenMod heeft het toestel het veel modernere 4.1 (Jelly Bean) kunnen geven. Net zoals de Taiwanese fabrikant HTC Corporation met zijn Sense UI doet, legt Samsung over zijn smartphone een eigen grafische gebruikersinterface heen, het TouchWiz UI.

## Hardware
Het toestel heeft een tft-lcd-touchscreen van 8 cm met een resolutie van 480 x 320 pixels. Het scherm kan 262.000 kleuren weergeven. De Mini heeft een singlecore-processor van 600 MHz met een werkgeheugen van 384 MB. Het toestel heeft 4 GB aan opslaggeheugen, maar dat kan worden uitgebreid met een microSD-kaart tot een maximumcapaciteit van 32 GB.

## Samsung Galaxy Mini 2
De Samsung Galaxy Mini 2 is de opvolger van de Samsung Galaxy Mini en werd voor het eerst tentoongesteld tijdens het Mobile World Congress 2012 in Barcelona, Spanje. Het toestel is verbeterd ten opzichte van zijn voorganger. Het heeft onder andere een groter en scherper scherm gekregen, meer werkgeheugen en een grotere batterij. De Mini 2 heeft standaard Android 2.3, Samsung heeft bekendgemaakt dat de smartphone een upgrade krijgt naar Android 4.1 Jelly Bean maar de ontwikkeling van deze upgrade lijkt stopgezet. Ook is het mogelijk om net zoals de Nokia Lumia 820 de achterkant van de telefoon te vervangen door een achterkant met een andere kleur.